# کامپووالانو

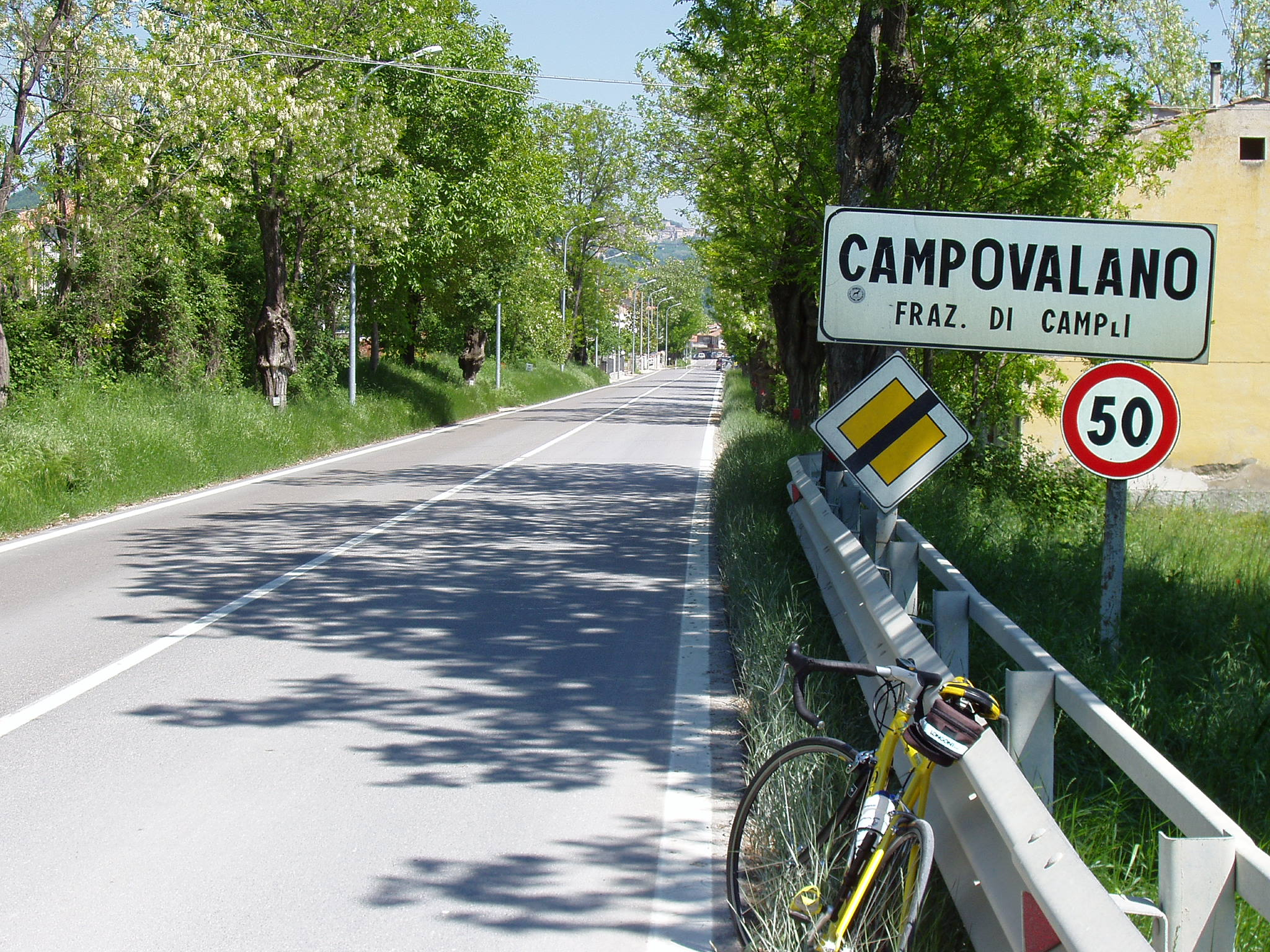
این محل در : Lucio De Marcellis, foto personale, Campovalano, frazione di Campli, statale 81, وافع شده است

کامپووالانو (به ایتالیایی: Campovalano) یک منطقهٔ مسکونی در ایتالیا است که در کامپلی واقع شده‌است.